# Миховил Павлиновић
Дон Миховил Павлиновић (Подгора, 28. јануар 1831 — Подгора, 18. мај 1887.) био је српски и касније хрватски политичар и књижевник.

## Живот
Завршио је католичку богословију у Задру. По занимању је био свештеник. Један је од утемељивача и вођа Народне странке, а након распада странке на српски и хрватски дио, предводник је хрватизације Далмације. Цијели живот је био присталица сједињење Далмације са Хрватском. Иако је раније био Србин католичке вјере, касније се опредјељује за хрватство и постаје зачетник клерикалног великохрватства у Далмацији. У то вријеме, национална припадност је код многих била флуидна и ствар осјећаја. Програм Народне странке у Далмацији, објављен 1869. као Хрватска мисао дефинисао је као програм који би се требао спровести и у Хрватској, не само у Далмацији, а састојао се од три основна начела: самосталности, цјеловитости Хрватске и хрватског устава. Сматрао је да Срби имају зле намјере према њима (...за чим Срби заправо теже, да теже отети нам домовину.) и зато је свој страначки програм обојио хрватским атрибутима, умјесто неодређених словинских, илирских и сл. која нису истицала хрватство.
Био је заступник у Далматинском и Хрватско-славонском сабору, а у Далматинском сабору одржао је први говор на српско-хрватском језику. Његовом је заслугом (говорио је српско-хрватским још на првој сједници) одлучено да се у Сабору може говорити и српско-хрватским језиком, што је био велики успјех, с обзиром на бројност коју су имали аутономаши које је аустријска власт протежирала. Послије је и као заступник у Царевинском вијећу крајем 1870-их говорио српско-хрватским, на згражање Нијемаца, а послије су се усудили и сви остали заступници из српских земаља. 
Оснивач је и уредник народничког гласила Народни лист (лат. Il Nazionale). Обилазио је Далмацију будећи народну свијест, прво српску, а затим великохрватску, дјелујући на просвјећивању и подизању далматинских села из економске заосталости. Својом енергијом и јаким утицајем на многе католиике у Далмацији, убраја се у водеће особе аустро-хрватске политике (сви католици треба да постану Хрвати) у Далмацији у другој половини 19. вијека. Гроб му је у Подгори, на гробљу Свете Текле, на којем је и црква Свете Текле.

## Национална припадност
У младости је након слома Илирског покрета, почетком педесетих година 19. вијека, прихватио српску националну свијест, одушевивши се ослободилачком и ујединитељском улогом Србије.  Павлиновићев круг задарских богослова (сјемеништараца) се толико одушевио Србијом да су он, Натко Нодило, Лука Ботић и др. хтјели отићи у слободну Србију, вјерујући да ће тамо моћи најбоље развити своје способности и тиме бити од највеће користи свом народу као цјелини. Вјеровали су да ће на тај начин потпомоћи ослободилачку мисију Србије и себе најбоље оспособити за судјеловање у тој мисији. Са побратимом Јованом Сундечићем 1864. отиснуо се у обилазак јужнословеских градова с циљем братског уједињења. До 1866. Павлиновић је и све житеље, без разлике вјере, јужно од Неретве сматрао Србима. Признавао је да међу Србима има и католика мада то чини прешутно када говори о Дубровнику. Једно вријеме је био уредник црногорског годишњака Орлић. У српском периоду живота је католике штокавце сматрао Србима, језик и писмо је називао српским именом, а пишући Ботићу користио је српску ћирилицу. Након Ботићеве посјете Србији и разочарања виђеним, у њих је спласнула српска свијест па напушта идеју о Србији као јужнословенском Пијемонту тек 1868., тада већ увјерен да Хрватска и Србија према Југославији требају ићи самостално. Прихвативши далеко прије Загребачког првог католичког конгреса (1900.) идеју да сви католици имају бити Хрвати, а православни Срби, иако на почетку националне трансформације умјерени Хрват, зачетник је каснијег фанатичног великохрватског клерикализма. Погодило га је што је Сундечић 1869. постао чланом Одбора уједињење омладине српске на Цетињу. Главни је кривац за раскол у Народној странци, која накнадно добија хрватско име. Његова народна мисао је лутала од илирства, преко српства и јужнословенства до хрватске националне мисли у којој је остао до краја живота. Живјео је у вријеме када међу католицима нашег језика још није стављен знак једнакости измедју католицизма и хрватства. По узору на православне Србе који су од раније фаворизовали православље и идентификовали га са српством, окренуо се супротној страни, задржавши ову подјелу као доминантну.

## Ставови
У српском периоду живота у тексту Из повјести црногорске арбанаске за црногорски Орлић из 1866. између осталога је и написао: Готово четвртина арбанаскога језика јест словинска. Скипетари пјевају народну пјесму о зидању Скадра, исто као и ми... Кад неста у Кроји Кастриотића Бана, и Црнојевићу неста Зете, па се Иван бег син Стефанов од Жабљака уклони на Цетиње, да храни заставу србске слободе. У Подгори 1865. Мих. Павлиновић. 
Свој каснији католички ексклузивизам везан за хрватску народносну идеју је формулисао овим ријечима: Папство је било увијек чинбеником просвјете, а Цариград глупости и корупције. Чему дакле то набацивање на Рим, који и данас буди славенски дух, познатом окружницом, али дакако у правцу католичке цркве. Барем изображени Срби имали би се оставити тог недостојног вриедјања нашег вјероизповиедног ћувства, и немиешати духовне са свјетовним стварим. Код нас управ су свећеници будиоци народне свиести... Доиста из Петрограда није још синула свјетлост истине и правде, да нас може обасјат, камоли из Биограда и Цетиња. 

## Дјела
- Различити списи
- Хрватски разговори
- Хрватски размишљаји
- Пути
- О вјери и политици
- Мисао хрватска и мисао србска у Далмацији од 1848. до године 1882.
- Разговори о хрватству, србству и југославенству

## Галерија
- Биста у Задру
- Гроб у родној Подгори. Рад Ивана Рендића.